# История Таиланда
История Таиланда как единого независимого государства ведёт своё начало с королевства Сукхотаи, образованного в 1238 году. Его преемником стало королевство Аютия, основанное в 1350 году. Тайская культура испытала на себе сильное влияние Китая и Индии. Контакты с Европой начались в XVI веке, но Таиланд — единственная страна в Юго-Восточной Азии, которая не была колонизирована. Правда, Таиланд был вынужден уступить британцам три своих южных провинции, которые впоследствии стали тремя северными штатами Малайзии. Вызвано это было интересами Великобритании, пытавшейся покорить Таиланд.

## Первые государства Таиланда
Во II веке территория современного Таиланда, населённая монами, вошла в состав кхмерской империи Фунань. После распада Фунани в середине VI века на месте Таиланда возникло пять самостоятельных государств, каждое из которых контролировало свой торговый путь. На юге полуостровного Таиланда (и на территории нынешнего малайзийского султаната Кедах) расположилось княжество Лангкасука, через которое проходил самый удобный и длинный торговый путь через полуостров. Согласно преданиям, это государство возникло ещё в I веке, судя по всему, именно это царство китайцы называли Цзюли (Цзючжи), а греки — Коли. Княжество Лангкасука, вероятно, первым вышло из состава Фунани, поскольку уже в 515 году зафиксировано прибытие первого посольства от царя Лангкасуки Бхагадатты ко двору китайского императора. Процветание этого княжества было относительно недолгим, поскольку уже во 2-й половине VIII века Малаккский пролив и территория Лангкасуки подпали под власть индонезийской империи Шривиджайя.
Севернее Лангкасуки располагалось государство Тамбралинга с центром в районе современного Накхонситхаммарата. Название этого княжества известно ещё из буддийского памятника II века «Маха-ниддесе». Тамбралинга была существенно беднее и слабее своих соседей и не исключено, что после распада Фунани она попала в зависимость от одного из них. Во второй половине VII века Тамбралинга стала вассалом монского государства Дваравати, но уже через столетие перешёл под контроль Шривиджайи.
Третье княжество после распада Фунани возникло в северо-западной части Сиамского залива, в основном на перешейке Кра, с центром в городе Такола. Это государство известно под несколькими названиями: в китайских источниках оно именовалось вначале Дяньсунь, затем Дуньсунь, в то время как местные источники называют его Паньпань. Это княжество существовало ещё в составе империи Фунань в качестве вассала и являлось наиболее развитой в социально-экономическом плане её частью. Первое посольство в Китай правитель Паньпаня отправил в период правления императора Вэня (424—453), однако после распада Фунаньской империи политическая и экономическая активность Паньпаня постепенно замедлилась и, вероятно, вскоре после 635 года это княжество вошло в состав царства Дваравати.
Четвёртым государством стало упомянутое выше царство Дваравати, первоначально занимавшее территорию Центрального Таиланда. Государство Дваравати сложилось в бассейне реки Меклонг около I века.
- Харипунджая
- Сингханавати
- Рактамаритика

Страна увязла в длительных и бесперспективных войнах с северным соседом Харипунчаей. Около 1000 года наступила развязка. Во время очередной войны оставшуюся без защиты столицу Дваравати захватил Суджитта, правитель Тамбралинги, государства на Малаккском полуострове. Через два года сын Суджитты Сурьяварман был провозглашён царём Камбоджи. Дваравати вошло в состав кхмерской империи Камбуджадеша.

## Сукхотаи
Вначале царство Сукхотаи было наместничеством кхмеров (то есть империи Камбуджадеша) в монских землях. В 1238 году оно было захвачено тайскими вождями и Си Индрадитья стал основателем первой тайской королевской династии.
При третьем короле — Рамакхамхаенге — площадь государства значительно увеличилась. Его власть распространилась на часть полуострова Малакка, Бирму и Лаос. В 1298 году король умирает, государство начало слабеть. В 1438 году оно вошло в состав королевства со столицей в Аютии.

## Аютия
Правитель Аютии Раматхибоди II (1491—1529) подписал первый торговый договор с европейской державой — Португалией, которой было предоставлено право свободной торговли и привилегии на побережье Бенгальского залива (Тенассерим и Мергуи). Первым из европейцев, установившим дипломатические отношения с государством Аютия, в 1511 году стал португальский путешественник Дуарте Фернандес.
В городе Аютии была открыта христианская миссия и построена церковь. Португальцы выступали как советники в войске Аютии, у них были приобретены огнестрельное оружие и навыки литья пушек.
После продолжительной борьбы с Бирмой Таиланд в 1564—1584 годах подпал под бирманское владычество, но затем восстановил независимость.

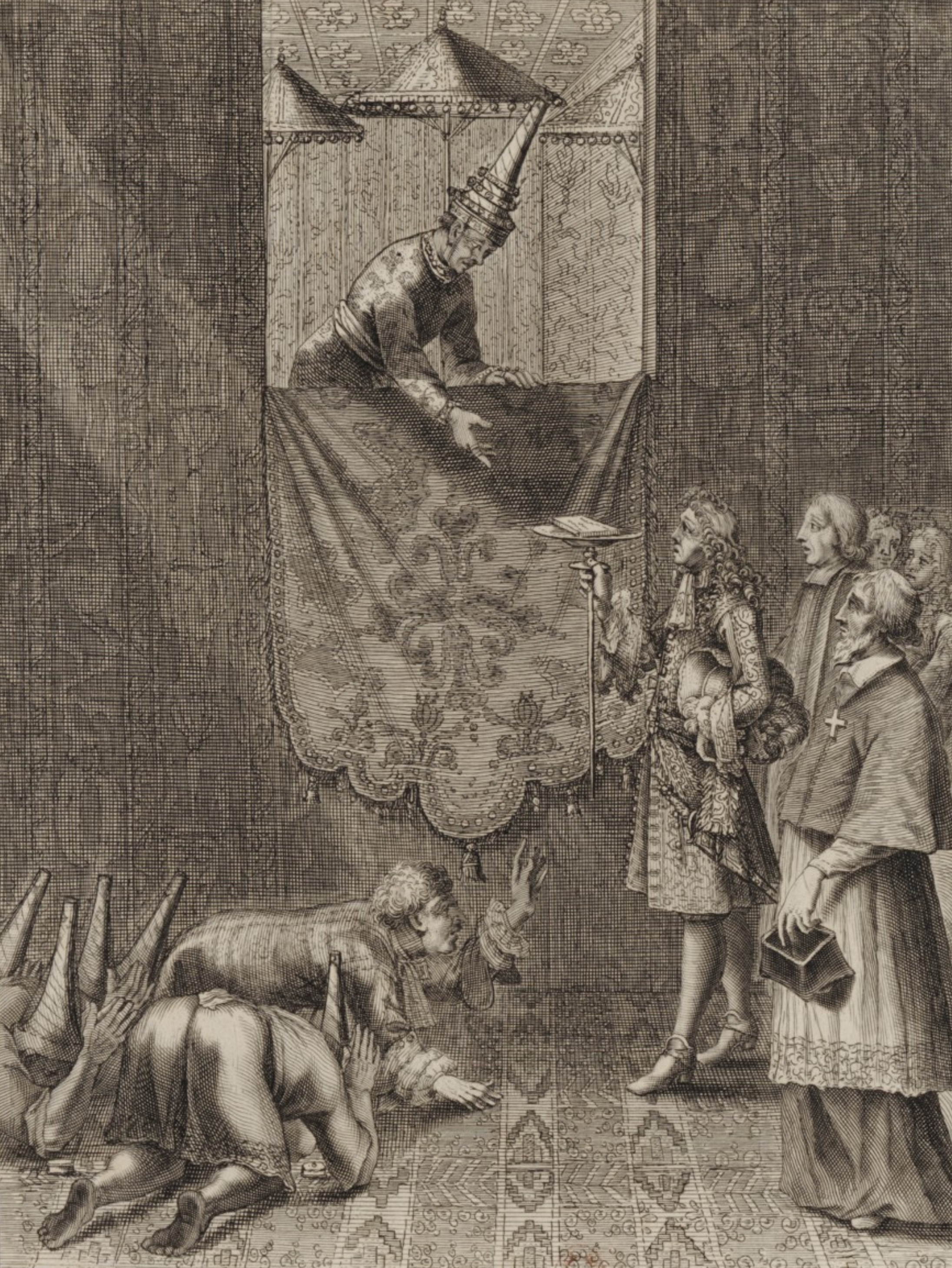
Французский посол Александр де Шомон передаёт королю Нараю послание от Людовика XIV. В левом нижнем углу на коленях стоит Константин Геракис.

В 1627 году фактическим правителем государства (канцлером короля Нарая) сделался греческий авантюрист Константин Геракис, который организовал нескольких посольств между Францией и Таиландом, а в 1687 году, после столкновений Таиландом с английской Ост-индийской компанией также организовал отправку в Таиланд французских экспедиционных сил. Между тем политика и расистское поведение французов, союзников Геракиса, становилась все менее популярной и вызывала сопротивление тайцев. Когда король Нарая тяжело заболел, разнеслись слухи, что Геракис намерен использовать наследного принца как марионетку и будет править сам. Это привело к перевороту и революции в 1688 году, который возглавил родственник короля, Петрача. В отсутствие короля и без его согласия Геракис и королевский наследник были казнены. Узнав об этом, король был разгневан, но было уже поздно. К тому же он был очень слаб, практически находился под арестом в своем дворце и через несколько дней умер. Эти события привели к бегству европейцев из страны. Руководитель восстания, Петрача, правил Таиландом с 1689 года по 1703 год и закрыл страну от заморских пришельцев.

## Тхонбури
В 1765 году бирманское войско вновь вторглось в Таиланд и после осады столицы Аютии, которая длилась более года, заняло её и разграбило. Но бирманцы быстро отступили, так как им начал угрожать Китай.

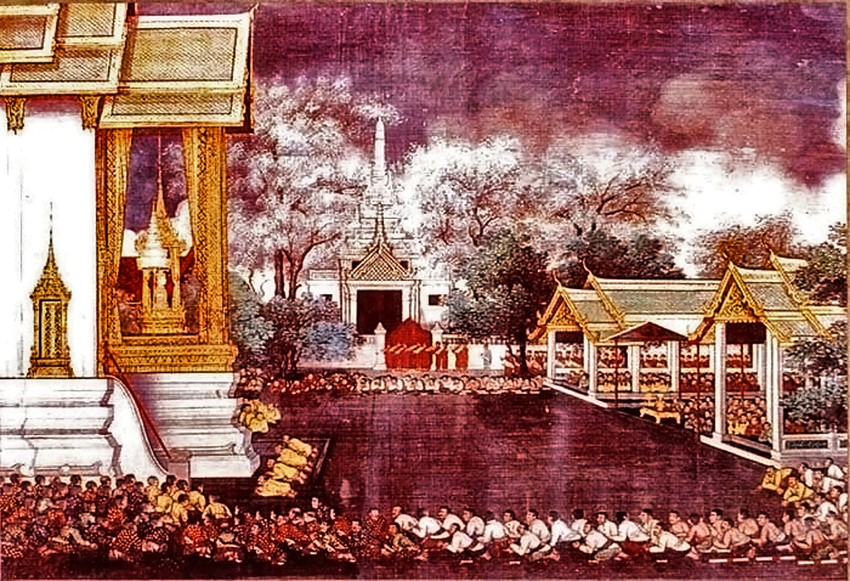
Коронация Таксина в Тхонбури, 28 декабря 1767 года

Восстановить государство на территории современного Таиланда смог Таксин, который перенёс столицу в Тхонбури. Но он был жестоким правителем, а в 1781 году начал проявлять признаки религиозного фанатизма на грани помешательства (провозгласил себя новым Буддой и приказывал сечь тех, кто отказывался признавать его Буддой). В ситуации, когда над страной постоянно висела угроза бирманского нападения, деятельность Таксина вызвала резкое недовольство среди правящей верхушки. В марте 1782 года группа высших чиновников во главе с бывшим соратником Таксина, Буддхой Йодфой Чулалоке, будущим королём Рамой I, объявила короля сумасшедшим и 6 апреля 1782 года сместила его с трона. Таксин обратился с просьбой разрешить ему уйти в монахи, но его казнили.

## Раттанакосин

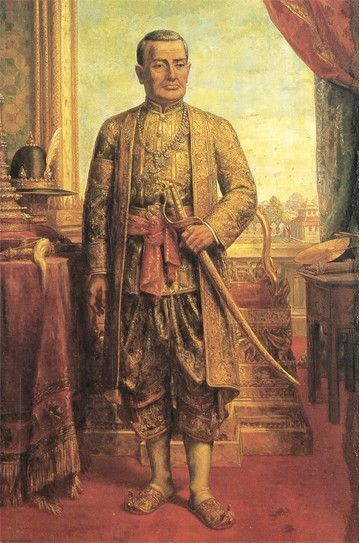
Рама I, основатель династии Чакри

Согласно первому указу только что коронованного в 1782 году короля Рамы I, столица Таиланда была перенесена в Бангкок, который в то время являлся маленькой деревушкой. К середине XIX века Бангкок стал городом, численность населения достигла 400 000 человек, главной нацией, проживающей в городе, были китайцы, эмигрировавшие на территорию Сиама в течение последних лет. Кроме того, китайцы основали ряд торговых поселений в стране, некоторые из которых позже выросли в маленькие города. Позднее китайцы даже стали контролировать внутреннюю и иностранную торговлю государства.
В начальный период правления династии Чакри королевство Бирма продолжало проводить в отношении Сиама экспансию. В 1785 году она предприняла массивное вторжение в государство, сохранение независимости далось Таиланду с большим трудом. До 1820-х годов, когда британцы предприняли вторжение в Бирму, достаточное внимание охране границы не уделялось. На востоке Рама I и позже Рама III (правил в 1824—1851) сделали Камбоджу своим вассалом, в то время как на юге Рама III усилил контроль над зависимыми государствами, расположенными на Малайском полуострове. Также Рама III подавил на севере восстание Чао Ану, молодого короля Вьентьяна. В 1827 году тайская армия захватила и разграбила Вьентьян; в плен было взято несколько тысяч лао, которых позже депортировали в центральный Таиланд.
Начало более дружелюбных отношений с европейцами было положено Мага Монгкутом, вступившим на престол в 1851 году. При нём были заключены торговые договоры с Великобританией (1855), Францией (1858), Германией (1862) и Австро-Венгрией (1868). 

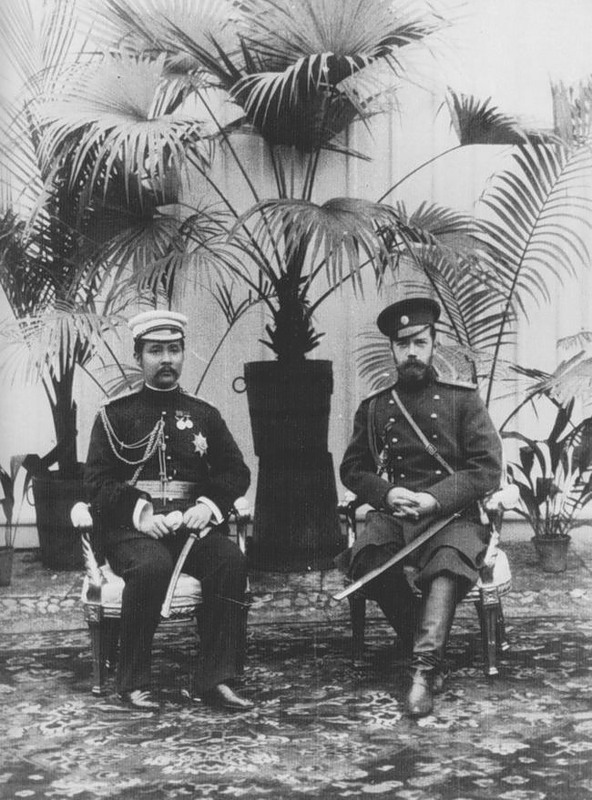
Король Чулалонгкорн вместе с Николаем II в Петергофе во время своего первого Великого турне, 1897 год

В конце 1868 года вступил на престол 15-летний Параминдр Мага-Чулалонгкорн, имевший английскую воспитательницу. Во время его несовершеннолетия Сиамом управлял принц Сури Вонзе, расположенный к европейцам. Взяв в свои руки правление, Чулалонгкорн стремится внести в Сиам начатки европейской культуры. С 1885 года Сиам примкнул к Всемирному почтовому союзу. В 1893 году, после спора с Францией о границах, Сиам вынужден был уступить Франции область на левом берегу Меконга.
В 1891 году наследник царевич Николай посетил Сиам и был дружественно принят сиамским королём, который в 1897 году отдал визит в Петербурге и затем посетил главнейшие европейские города (Берлин, Вену, Париж, Лондон, Брюссель). В 1897 году учреждено российское представительство в Сиаме, с поверенным в делах и генеральным консулом во главе. В 1898 году один из сиамских принцев (Чакрабон) был привезён для воспитания в Петербург.
В 1896 году состоялось соглашение между Францией и Великобританией, на основании которого владения Сиама делятся на три пояса: области по Меконгу принадлежат сфере влияния Франции, области на Маллакском полуострове — сфере влияния Англии, а область реки Менам, образуя государство-буфер, должна оставаться в управлении сиамского короля, причём обе державы обязываются воздерживаться от военных предприятий в области Менама.
В 1917 году король Вачиравудх, первый из королей Сиама, получивших образование за границей, вернулся в Таиланд. Он открыл в стране первый университет. В этот же год государство вступило в Первую мировую войну. Сиам был единственным азиатским государством, отправившим свои войска на Западный фронт.
В 1925 году королём стал Прачадипок. При его правлении была остановлена работа всех государственных учреждений.

## Конституционная монархия и начало военного правления

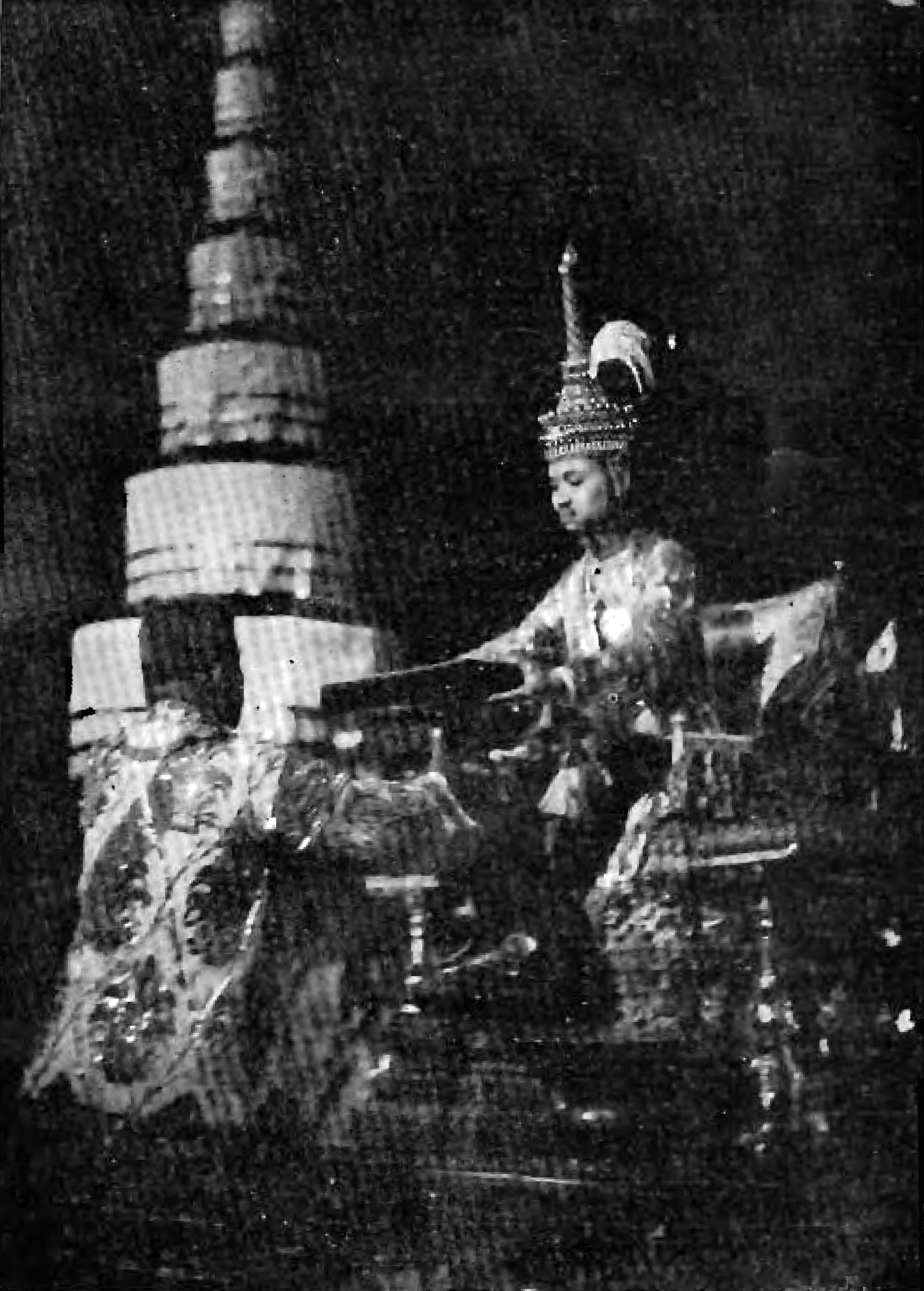
Король Рама VII подписывает конституцию Таиланда, 10 декабря 1932 года

В 1932 году Народная партия (сиамский вариант Гоминьдана), опираясь на военные круги, осуществила государственный переворот, в результате которого в Сиаме установилась конституционная монархия. Король был не свергнут, а лишь ограничен в правах. Премьер-министром стал Манопхакон Нититхада. Однако правые депутаты нового парламента провалили реформы, в результате чего военные устроили новый военный переворот в 1933 году. Новым премьер-министром страны стал полковник Пхахон Пхаюхасена.
Следующие пять лет Пхахон Пхаюхасена вёл борьбу за сохранение власти. В октябре 1933 года принц Боворадет поднял роялистский мятеж против правительства Пхахона Пхаюхасена. После недели боев правительственные войска подавили это восстание. Министром обороны в новом правительстве стал Плек Пибунсонграм, влияние которого в правительстве со временем росло. В декабре 1933 года, после первых парламентских выборов в Сиаме Пхахон Пхаюхасена получил мандат на формирование правительства. Политика его кабинета была направлена на укрепление национального капитала.
Король Рама VII Прачадипок в 1935 году отрёкся от престола, его преемник Рама VIII воздерживался от попыток реставрации абсолютизма.
Важное значение имели денонсация (в 1936) неравноправных договоров с иностранными державами и восстановление таможенной независимости Сиама. Позиции Пхахона Пхаюхасена существенно пошатнулись в 1937 году, когда разразился скандал в связи с продажей земельных участков, принадлежавших королевской семье, высокопоставленным чиновникам по ценам ниже рыночных. После парламентских выборов в ноябре 1937 года Пхахон Пхаюхасена сохранил должность премьер-министра, но ненадолго. Его кабинет был вынужден уйти в отставку в сентябре 1938 года, а в ноябре 1938 года были проведены внеочередные парламентские выборы, результатом которых стал приход к власти П. Пибунсонграма.

## Вторая мировая война
В годы Второй мировой войны военные власти Таиланда под руководством ставшего диктатором фельдмаршала Пибунсонграма усилили националистическую риторику и выступили на стороне Японии. Таиландские войска вторглись на территорию Французского Индокитая. Таиланд добился присоединения к себе ряда приграничных территорий (территорий Лаоса и двух провинций Камбоджи).
Однако 8 декабря 1941 года оккупировавшая бывшие французские владения в юго-восточной Азии японская армия беспрепятственно вступила на территорию Таиланда и отсюда вторглась на земли Бирмы, бывшей тогда британской колонией. 

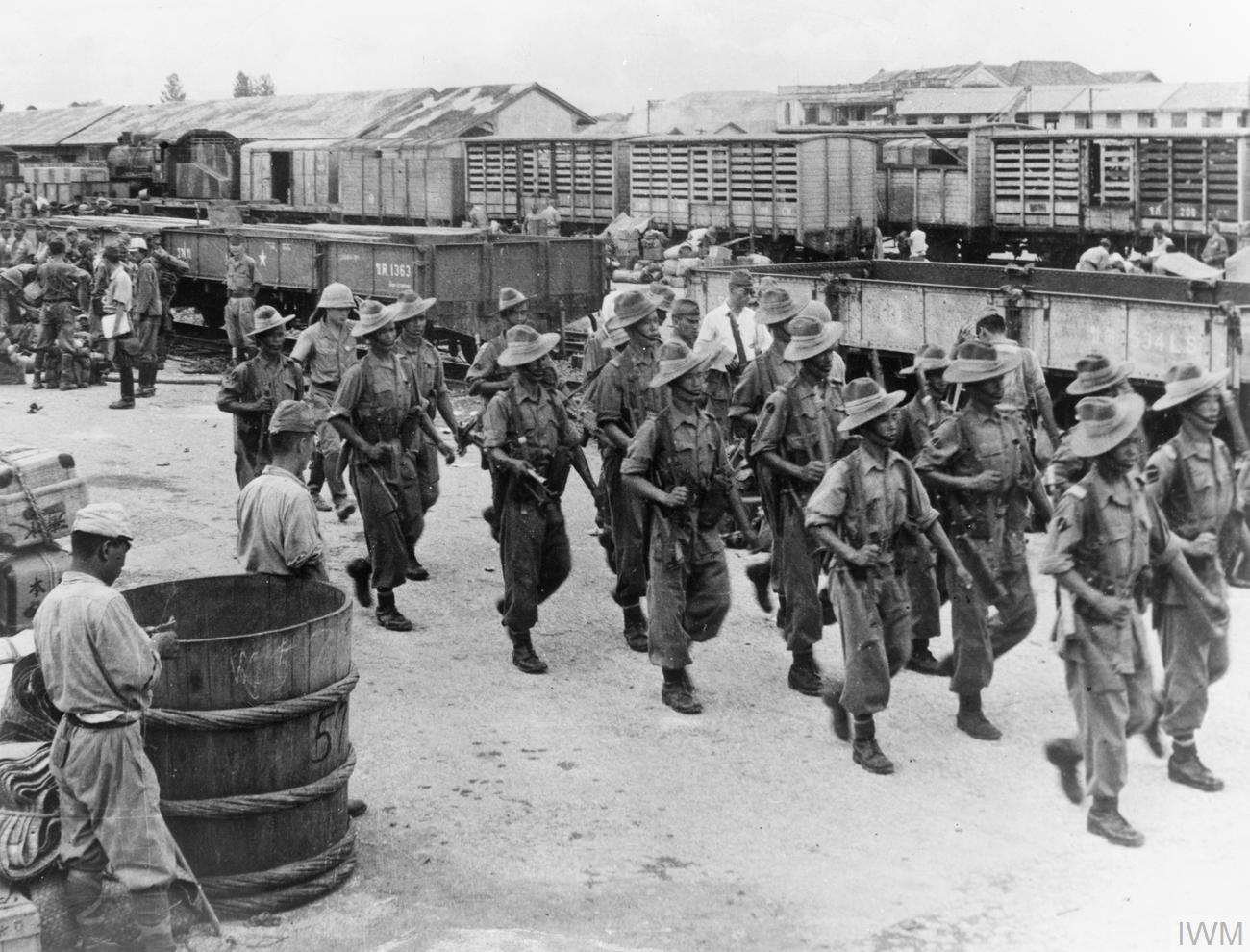
Сдавшиеся японские солдаты покидают Бангкок в вагонах под конвоем британских гуркхов, август 1945 года

В 1944 году под влиянием поражений Японии, экономического кризиса и налётов союзной авиации Пибунсонграм был низложен, а к власти пришли проамериканские либеральные силы.
Японские войска в Таиланде сдались 15 августа 1945 года в рамках общей капитуляции Японии. На территорию страны быстро прибыли британские войска, основной целью которых было освобождение выживших военнопленных. Британцы были удивлены, что разоружение японских солдат уже было почти завершено тайскими войсками.
В 1946 году в собственном дворце при загадочных обстоятельствах погиб король Ананда Махидон. Королём стал Пхумипон Адульядет, который правил 70 лет.

## Эпоха холодной войны
В апреле 1948 года, после военного переворота в ноябре 1947 года, Пибунсонграм вновь пришёл к власти в качестве премьер-министра. 1 октября 1948 года офицерами Генерального штаба армии Таиланда была предпринята попытка переворота, окончившаяся провалом, более пятидесяти офицеров и несколько видных сторонников Паномионга были арестованы. 26 февраля 1949 года была ещё одна неудачная попытка государственного переворота, когда сторонники движения «Свободный Таиланд» и оппозиционно настроенные студенты заняли Большой дворец в Бангкоке.
В 1949 году была принята новая конституция, согласно которой учреждался назначаемый королём сенат.
В феврале 1957 года были проведены парламентские выборы на многопартийной основе, на которых победу одержала правящая партия. Но в армейских кругах вызревало недовольство политикой Пибунсонграма, раздавались обвинения в фальсификации выборов, что привело в конечном счёте к военному  перевороту 16 сентября 1957, возглавляемому Саритом Танаратом и свержению Пибунсонграма. По некоторым оценкам, в этом перевороте были замешаны США. Премьер-министром стал Пот Сарасин.
В январе 1958 года после всеобщих выборов премьер-министром стал Таном Киттикачорн, но 20 октября 1958 года, из-за того, что правительство снова оказалось неспособным решать экономические проблемы, произошёл новый переворот, организованный Саритом Танаратом. Танарат оставался во главе правительства страны до своей смерти в 1963 году. После этого премьер-министром вновь стал Таном Киттикачорн. 17 ноября 1971 года он упразднил конституцию и распустил парламент. 

Военные медики ВВС США проводят медосмотр детей в таиландской деревне, 1968 год

В годы Вьетнамской войны Таиланд поддержал американскую интервенцию, что привело к ответным попыткам антиправительственных выступлений, в том числе и в союзе с исламскими радикалами из южных регионов страны. Вместе с тем американское присутствие подрывало традиционный уклад жизни тайцев и способствовало вестернизации общества. Однако поражение США во Вьетнамской войне привело к студенческим выступлениям 1973 года и новому витку демократизации страны.
14 октября 1973 года студенты бангкокского университета Таммасат выступили с требованием принятия новой конституции страны Военные, поддерживаемые королем, не позволили Таному подавить их протест с использованием войск. В октябре 1973 года Таном Киттикачорн, его заместитель Прапат Чарусатьен и сын свергнутого премьера Наронг Киттикачон были вынуждены подать в отставку и на три года бежать из страны. Премьер-министром стал Санъя Тхаммасак, ректор Университета Таммасат. После прошедших в январе 1975 года парламентских выборов он передал свой пост Сени Прамоту.
Коммунистические реалии Вьетнама, Лаоса и Кампучии способствовали росту антикоммунистических настроений в Таиланде, которые вылились в Таммасатскую резню 6 октября 1976 года. К власти пришла военная хунта во главе с адмиралом Сангадом Чалорью, которая назначила премьер-министром адвоката Танина Краивичьена. Буквально спустя год Краивичьен был смещён и заменён более умеренным генералом Криангсаком Чамананом. Политическая стабилизация и экономический рост пришлись на период правления Према Тинсуланона (1980—1988 годы).
После вьетнамского вторжения в Камбоджу в 1979 году вьетнамские войска неоднократно вторгались на территорию Таиланда в поисках красных кхмеров, которых Таиланд, как и Китай, в то время активно поддерживал. С 1985 по 1988 год на камбоджийско-тайской границе постоянно происходили стычки и перестрелки.

## Новейшая история
В 1980-е в Таиланде развивалась промышленность. Ткани, обувь, компьютерные комплектующие впервые стали основными статьями экспорта, вместо риса, каучука и олова. Расцвела туристская индустрия. Однако страна так и не стала «азиатским тигром», подобным Тайваню или Южной Корее.
В результате выборов 1988 года премьер-министром страны стал бывший генерал Чатчай Чунхаван. Он покровительствовал группе военных, которым дал возможность разбогатеть на государственных заказах. Это вызвало недовольство другой группы военных во главе с Сучиндой Крапраюном, которые в феврале 1991 года устроили переворот, обвинив Чатчая в коррупции. Заговорщики назвали себя «Национальным миротворческим советом» и выдвинули на пост премьер-министра Ананда Паньярачуна.

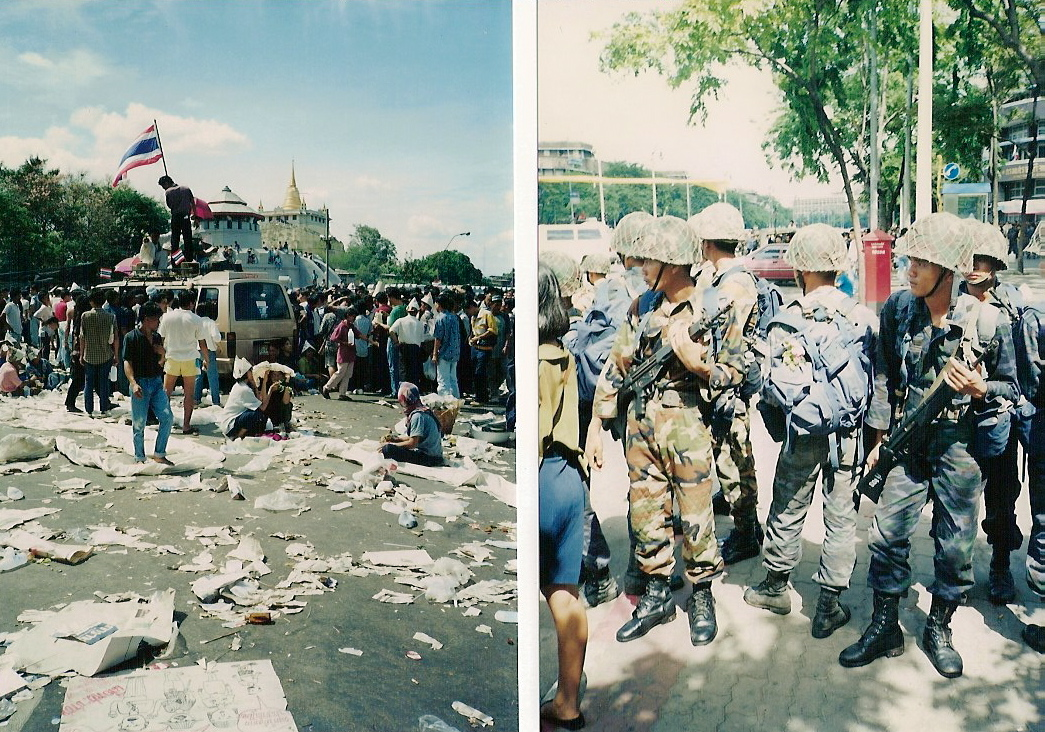
Митингующие и военные на демонстрациях против премьер-министра Сучинды Крапраюна в мае 1992 года

В марте 1992 года состоялись очередные всеобщие выборы, после которых победившая коалиция назначила организатора переворота, Сучинду Крапраюна, премьер-министром — несмотря на то, что ранее сам Крапраюн дал королю Пхумипону обещание не занимать этот пост. После этого, протестуя против этого назначения, на улицы столицы вышли сотни тысяч людей. С 17 по 20 мая 1992 года происходили столкновения, в которых погибли сотни людей, и после вмешательства короля Крапраюн ушёл в отставку. Премьер-министром вновь был назначен Ананд Паньярачун.
Выборы в сентябре 1992 года выиграла «Демократическая партия» во главе с Чуаном Ликпаем. Он стал премьер-министром, но в 1995 году он потерпел поражение на выборах и уступил свой пост Банхану Синлапа-ача, лидеру коалиции консервативных и региональных партий. Однако Банхана почти сразу же начали обвинять в коррупции и в 1996 году состоялись досрочные выборы, на которых победил генерал Чавалит Йонгчайют, представлявший «Партию новой надежды».
Во время азиатского кризиса 1997 года Чавалит не смог предпринять эффективных антикризисных мер  и был вынужден уйти в отставку. Премьер-министром вновь стал Чуан Ликпай, которому удалось заключить соглашение с МВФ и стабилизировать национальную валюту.
На выборах 2001 года победила партия «Тайцы любят тайцев» во главе с Таксином Чинаватом, который стал премьер-министром. Задолженность перед МВФ была погашена досрочно, партия Таксина Чинавата получила большинство голосов на выборах в феврале 2005 года и он сохранил за собой пост премьер-министра.
В 2004 года на юго-западное побережье Таиланда обрушилось цунами. В Таиланде погибло 5000 человек, половина из которых — туристы.

### Переворот 2006 года
В январе 2006 года члены семьи Таксина Чинават продали свои доли акций «Чин Корпорейшн», однако налоги с этой сделки не заплатили, воспользовавшись «лазейкой» в законодательстве. Оппозиционные партии назвали это аморальным и устроили по этому поводу массовые протесты, которые продолжались в течение нескольких месяцев. Таксин в феврале назначил на апрель 2006 года досрочные выборы, но оппозиция их бойкотировала. Конституционный Суд Таиланда аннулировал  результаты выборов; следующее голосование назначили на октябрь 2006 года.
Но 19 сентября 2006 года в 7 часов вечера по московскому времени (23:00 по местному) мировые информационные агентства передали информацию о военном перевороте в Таиланде, в то время как местные телеканалы оказались захвачены и прекратили трансляцию.
Премьер-министр Таксин Чинават, находясь на сессии Генеральной Ассамблеи ООН в Нью-Йорке, объявил в стране чрезвычайное положение и призвал военных прекратить незаконные манёвры. Захватив основные правительственные объекты, путчисты объявили о своей лояльности королю.
23 декабря 2007 года в Таиланде прошли первые после военного переворота парламентские выборы, на которых победу одержала прочинаватская Партия народной власти. В январе 2008 года военные передали власть новому правительству, во главе с премьер-министром Самаком Сундаравеем, однако страну охватил новый кризис.

### Политический кризис 2008—2009 года
В конце августа — начале сентября 2008 в столице Таиланда прошли демонстрации и столкновения между сторонниками и противниками правительства Сундаравея. После смещения Самака Сундаравея по решению суда, в начале сентября 2008, и отказа его от переизбрания на пост, король Таиланда утвердил в должности премьер-министра Таиланда Сомчая Вонгсавата. В декабре 2008 года Палата представителей избрала на пост премьер-министра Таиланда лидера Демократической партии Апхисита Ветчачиву.
В конце 2009 года на улицах Бангкока начались массовые акции протеста «краснорубашечников» — сторонников бывшего премьер-министра Таксина Чинавата, требовавших отставки премьера Ветчачивы, роспуска парламента и проведения досрочных выборов. К середине марта 2010 года в акциях протеста насчитывалось уже от 80 до 100 тысяч демонстрантов. 7 апреля «краснорубашечникам» удалось прорваться на территорию парламента, после чего Апхисит Ветчачива объявил о введении чрезвычайного положения. 11 апреля в результате столкновения демонстрантов с полицией и военными появились первые жертвы противостояния. Сообщалось о 15 погибших. После двух месяцев противостояния 19 мая армейские части захватили лагерь оппозиции и вынудили её лидеров сдаться. 25 мая 2010 года Таксину Чинавату было заочно предъявлено обвинение в терроризме.
3 июля 2011 года в Таиланде прошли парламентские выборы, победу на которых одержала партия «Пхыа Тхаи». Её лидер Йинглак Чиннават, младшая сестра Таксина Чинавата, стала премьер-министром.

### Политический кризис 2013—2014 годов
После трёх лет относительной стабильности в ноябре 2013 года в столице страны Бангкоке начались массовые народные демонстрации против правительства Йинглак Чиннават, вызванные законопроектом о проведении амнистии, который мог содействовать возвращению в страну находящегося в изгнании бывшего премьер-министра Таксина Чиннавата. Законопроект был принят 1 ноября 2013 года Палатой представителей, в которой большинство имела партия Пхыа Тхаи. Это вызвало противостояние оппозиционной Демократической партии и про-правительственных движения «краснорубашечников».

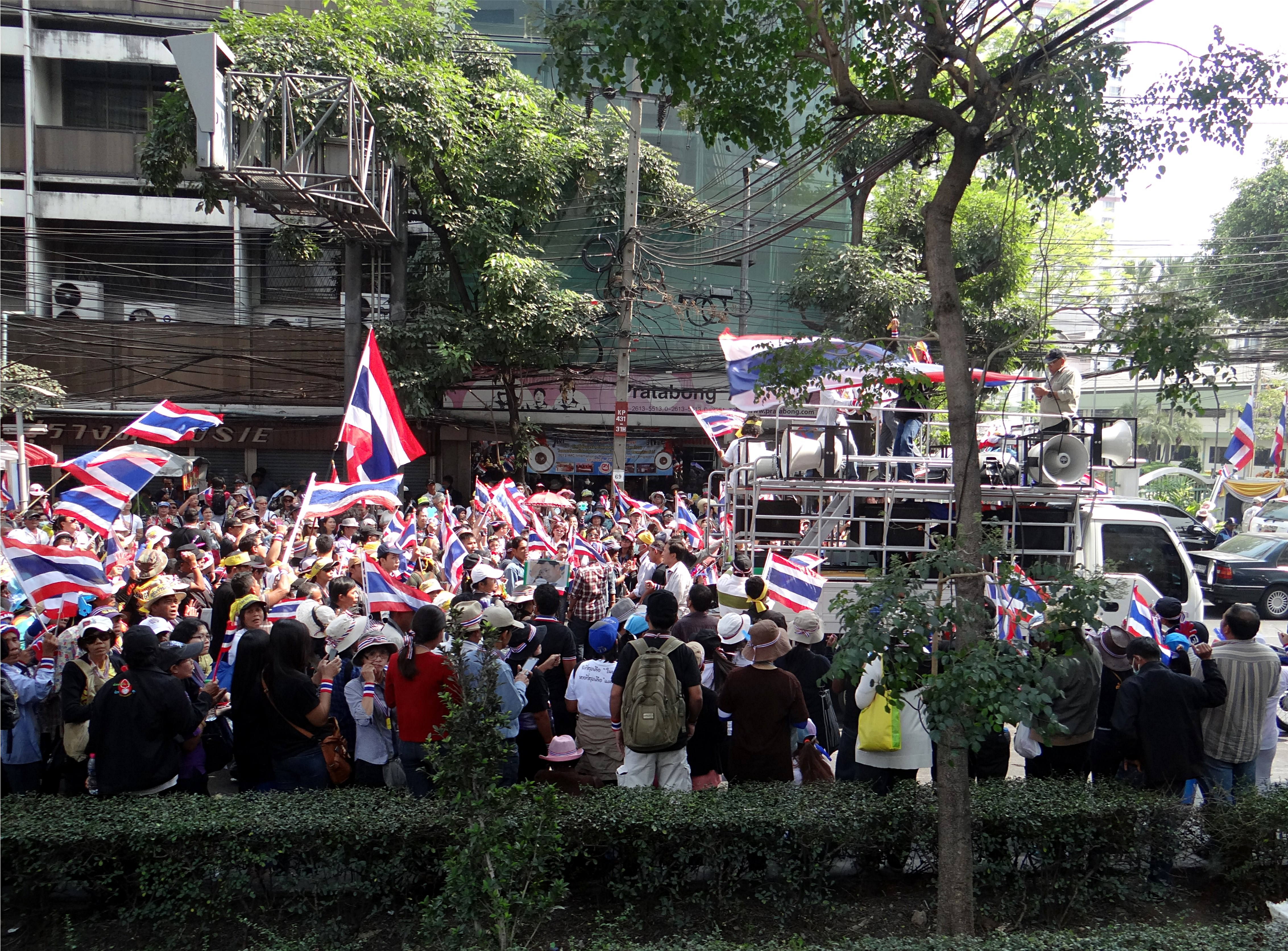
Митинг оппозиции в Бангкоке 25 января 2014 года

9 декабря 2013 года премьер-министр Таиланда Йинглак Чинават объявила о роспуске парламента и назначении досрочных парламентских выборов на 2 февраля 2014 года. Выборы были проведены, но из-за массовых протестов и неоткрытия по их причине множества избирательных участков, 21 марта 2014 года Конституционный суд Таиланда признал недействительными результаты выборов. 30 апреля представитель Избирательной комиссии Таиланда объявил о договорённости с премьер-министром Йинглак Чиннават о повторном проведении парламентских выборов 20 июля 2014 года.
7 мая Конституционный суд Таиланда постановил освободить от занимаемой должности исполняющую обязанности премьер-министра страны Йинглак Чинават и девять министров в связи с неконституционностью увольнения в 2011 году секретаря совета национальной безопасности Тхавина Плиенсири. В тот же день исполняющим обязанности премьер-министра Таиланда был назначен Ниваттхумронг Бунсонгпайсан. Но беспорядки и демонстрации продолжились, лидер Народного демократического комитета за реформы Сутхеп Тхаугсубан объявил 9 мая днём «финальной битвы за власть народа», призвав блокировать все полицейские машины и патрули в Бангкоке, чтобы не дать полицейским помешать им «вернуть власть народу», а лидер оппозиции Апхисит Ветчачива призвал власти на полгода отложить намеченные на июль всеобщие выборы ради урегулирования политического кризиса.

#### Военный переворот 2014 года
20 мая 2014 года в 5 часов утра в прямом эфире всех национальных телеканалов к гражданам Таиланда обратился командующий сухопутных войск генерал Прают Чан-Оча, который объявил о введении во всей стране военного положения для «поддержания законности и порядка» после антиправительственных протестов, в результате которых погибли 28 человек и сотни получили ранения.
Чан-Оча возглавил созданный им и командующими всех видов вооружённых сил и полиции Национальный совет для мира и порядка, а позже занял пост премьер-министра военного правительства. 

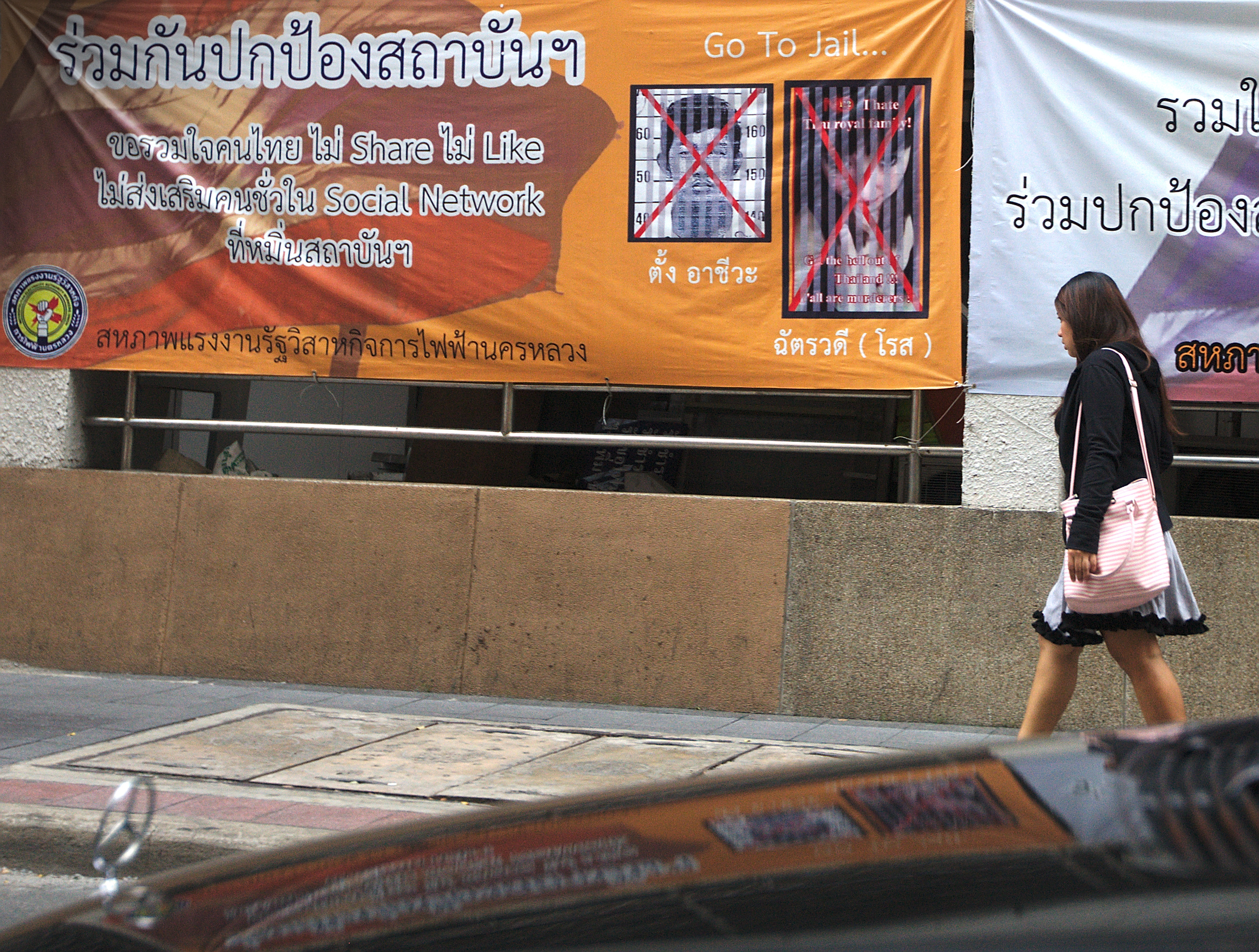
Плакат в Бангкоке, замеченный 30 июня 2014 года, информирует общественность, что действия «лайк» или «поделиться» в социальных сетях могут привести в тюрьму.

В результате переворота экс-премьер Таиланда Йинглак Чиннават покинула страну, был введён комендантский час и цензура в СМИ, прекращено действие Конституции, арестованы видные политические деятели, разогнаны лагеря протестующих, распущен Сенат — верхняя палата парламента Таиланда.
В итоге было сформировано переходное правительство во главе с Праютом Чан-Оча и была принята новая Конституция.
Очередные парламентские выборы должны были пройти в 2015 году, однако много раз откладывались. Выборы прошли только 24 марта 2019 года. Прают Чан-Оча остался главой правительства и после выборов.
После парламентских выборов в мае 2023 года премьер-министром Таиланда 22 августа 2023 года был избран Сеттха Тхависин. Ради избрания на должность партии Тхависина «Пхыа Тхаи» пришлось, вопреки своим же обещаниям, войти в коалицию с консервативными партиями, поддерживавшими военных, которые в 2014 году пришли к власти в стране в результате переворота. Одновременно после более чем 15 лет жизни за рубежом 22 августа 2023 года прибыл в Таиланд и был взят под стражу заочно приговоренный к лишению свободы по обвинениям в коррупции бывший премьер-министр Таксин Чиннават.